# 科茲利夫 (莫吉利夫-波季利西基區)
48°28′57″N 27°30′45″E / 48.48250°N 27.51250°E
科茲利夫（烏克蘭語：Козлів），是烏克蘭西南部的村莊，隸屬文尼察州的莫希利夫-波季利斯基區。該村始建於1582年，面積1.7平方公里，海拔高度71米，2001年人口684。